# Kendra
A Kendra angol eredetű női név, jelentése: értelmes, okos, jól tájékozott.

## Gyakorisága
Az 1990-es években szórványos név, a 2000-es években nem szerepel a 100 leggyakoribb női név között.

## Névnapok
ajánlott névnap:
- augusztus 3.

## Híres Kendrák
Kendra Wilkinson amerikai modell